# Alt-Biesdorf
Die Straße Alt-Biesdorf ist ein Teilstück der – auf gemeinsamer Trasse geführten – Bundesstraßen B 1/B 5 im Berliner Bezirk Marzahn-Hellersdorf. Sie ist ein West-Ost-Straßenzug und liegt vollständig im Ortsteil Biesdorf. Im alten Dorfkern von Biesdorf verläuft die Straße in zwei getrennten Fahrbahnen um den erhaltenen historischen Anger mit der Dorfkirche Biesdorf herum. Hier sind beiderseits Zeugnisse aus der Bebauungszeit im 19. Jahrhundert erhalten und unter Denkmalschutz gestellt. Auf der nördlichen Seite befinden sich darüber hinaus das Schloss Biesdorf mit dem Schlosspark und die Biesdorfer Höhe. Alt-Biesdorf bezeichnet außerdem den historischen Dorfkern von Biesdorf.

## Geschichte der Straße

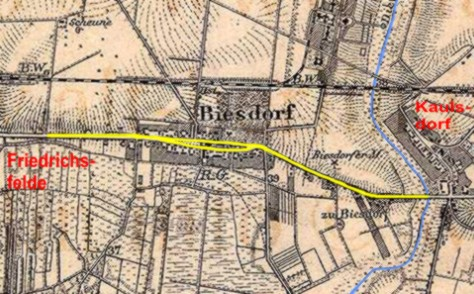
Lage von Alt-Biesdorf, eingezeichnet in einen Stadtplan von ca. 1896

Die Ost-West-Handels- und Heerstraße zwischen Berlin und Frankfurt (Oder) wurde im 19. Jahrhundert als Chaussee befestigt. Ab 1932 war sie ein Abschnitt der Reichsstraße 1 von Aachen über Berlin nach Königsberg. Ihre Trassierung östlich von Berlin verband ursprünglich die Dorfzentren von Friedrichsfelde, Biesdorf, Kaulsdorf und Mahlsdorf, verlief also eher in Wellenform in West-Ost-Richtung. Erst im 20. Jahrhundert wurde sie verbreitert und begradigt, um den zunehmenden Kraftfahrzeugverkehr besser bewältigen zu können.
Die damalige Fernverkehrsstraße diente als eines der Einmarschgebiete der Roten Armee zur Eroberung Berlins im April 1945.
Im Jahr 1952 entstand aus einem Trümmerlagerplatz im Wuhletal an der Nordostseite dieser Straße durch spätere Begrünung der Biesdorfer Berg bzw. die Biesdorfer Höhe, mit dem anschließenden Flachgebiet gelegentlich auch als Biesdorfer Heide bezeichnet. Hierher brachte man mittels einer Trümmerbahn etliche Tonnen Schutt von abgerissenen Häuserruinen aus dem Berliner Stadtzentrum. Heute ist das Gebiet ein Teil des Landschaftsparks Wuhletal.
Trotz reger Wohnungsbautätigkeit in den 1960er bis 1980er Jahren in Ost-Berlin wurden entlang dieser Ein- und Ausfallstraße keine neuen Quartiere oder Plattenbauten errichtet. Die Anlage des Blumberger Damms und die Kappung der Durchgängigkeit der Oberfeldstraße für den Kraftfahrverkehr (beide Straßen gehen nordwärts ab) fallen aber in diese Zeit.
Erst nach der politischen Wende entstanden im Südbereich des Blumberger Damms einige Gewerbeeinheiten, direkt an der Nordostecke vor allem eine Niederlassung von BMW. Südlich, gegenüber dem Biesdorfer Berg, wurden auf früheren landwirtschaftlichen Flächen einige Wohnviertel mit Einfamilienhäusern neu gebaut und mit einem neuen Straßensystem an Alt-Biesdorf angeschlossen. Außerdem haben sich ein Baumarkt, eine Tankstelle und weitere Gewerke entlang von Alt-Biesdorf niedergelassen.

## Bauwerke und Grünanlagen

### Südseite, Hausnummernbereich 1–53
In West-Ost-Richtung beginnt Alt-Biesdorf unmittelbar mit der Märkische Allee-Brücke, die in den 1980er Jahren gebaut wurde, um die Zufahrt zu den Neubaugebieten in Marzahn kreuzungsfrei zu gestalten. Hinter der Einmündung der Lötschbergstraße quert eine Eisenbahnbrücke die Straße, die die Trasse der Verbindung des Berliner Güteraußenrings mit der Bahnstrecke Kostrzyn–Berlin aufnimmt. Im Kreuzungsbereich Grabensprung/Oberfeldstraße gabelt sich Alt-Biesdorf. In der Mitte auf dem Anger ist zunächst der historische Dorfkrug erhalten. Daran schließt sich die im 13. Jahrhundert errichtete Dorfkirche Biesdorf an, gefolgt von einem ehemaligen Schulgebäude.

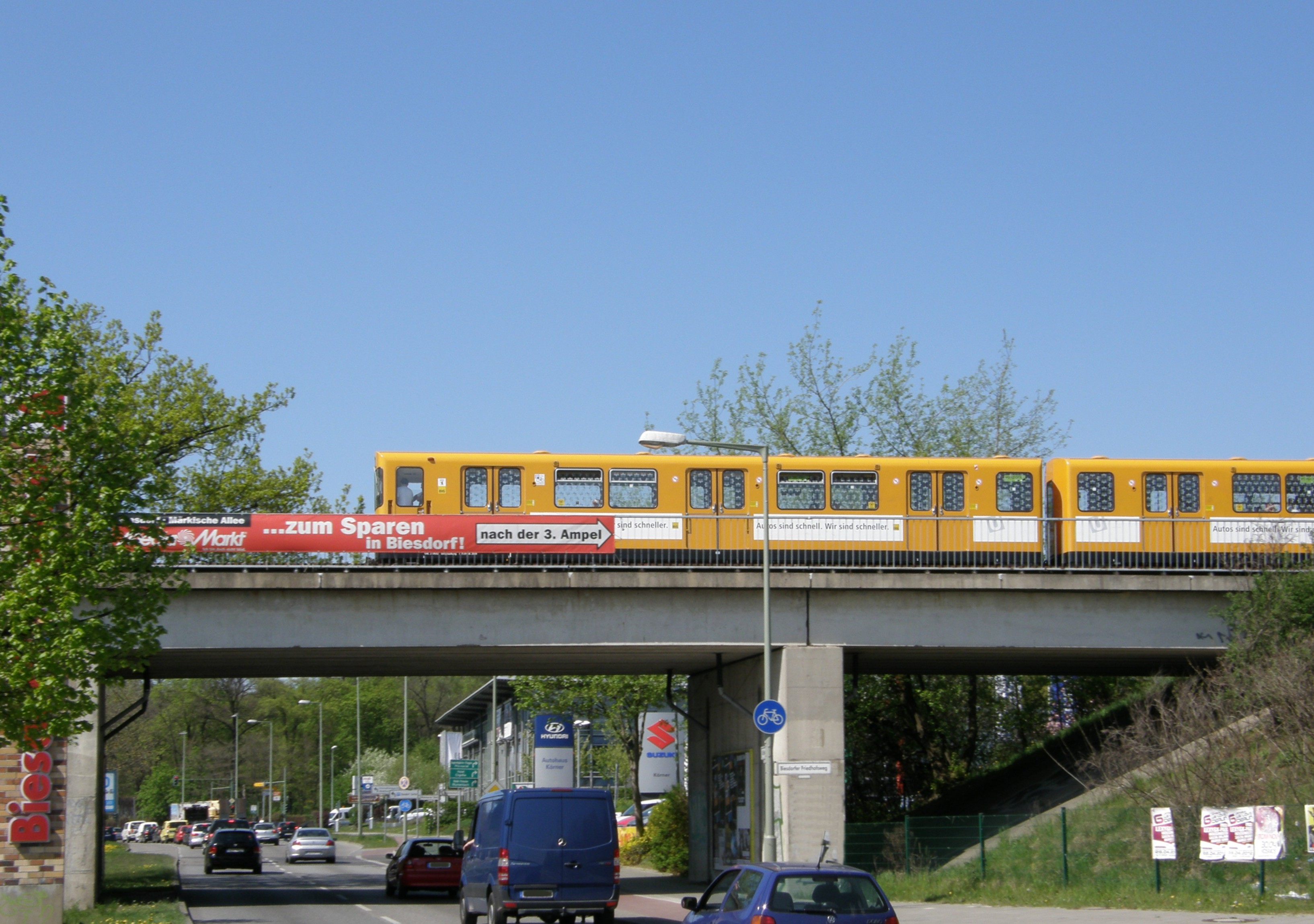
U-Bahn-Brücke

Die Südseite wird von denkmalgeschützten Wohngebäuden aus dem Ende des 19. Jahrhunderts (Hausnummern 17–32) und von einem früheren Fabrikgelände eingenommen, dessen Backsteinmauern bis zur Einmündung der Köpenicker Straße reichen. Nach der Kreuzung treffen die beiden Fahrbahnen wieder zusammen, nur noch getrennt durch einen durchgängigen Rasenstreifen.
Einem kurzen Häusertrakt (Nummern 33–35, darunter Nummer 33 mit dem Polizeirevier 72) folgt nunmehr die Brücke für die Linie U5 der Berliner U-Bahn über die Straße Alt-Biesdorf. Danach gehen bis zum östlichen Ende (Hausnummern 38–53n) einige der neuen Erschließungsstraßen südwärts ab und führen zu Gewerbeflächen und Siedlungshäusern. Auf der Straßenbrücke über die Wuhle endet Alt-Biesdorf und geht in Alt-Kaulsdorf über.

### Nordseite, Hausnummernbereich 54–79
Vom östlichen Ende der Straße zieht sich auf etwa einem Kilometer der oben genannte Landschaftspark Wuhletal entlang. Danach, noch vor der U-Bahnbrücke, geht der Biesdorfer Friedhofsweg nordwärts ab (erst 1995 benannt, vorher namenlos), der zum denkmalgeschützten Städtischen Friedhof Biesdorf führt.

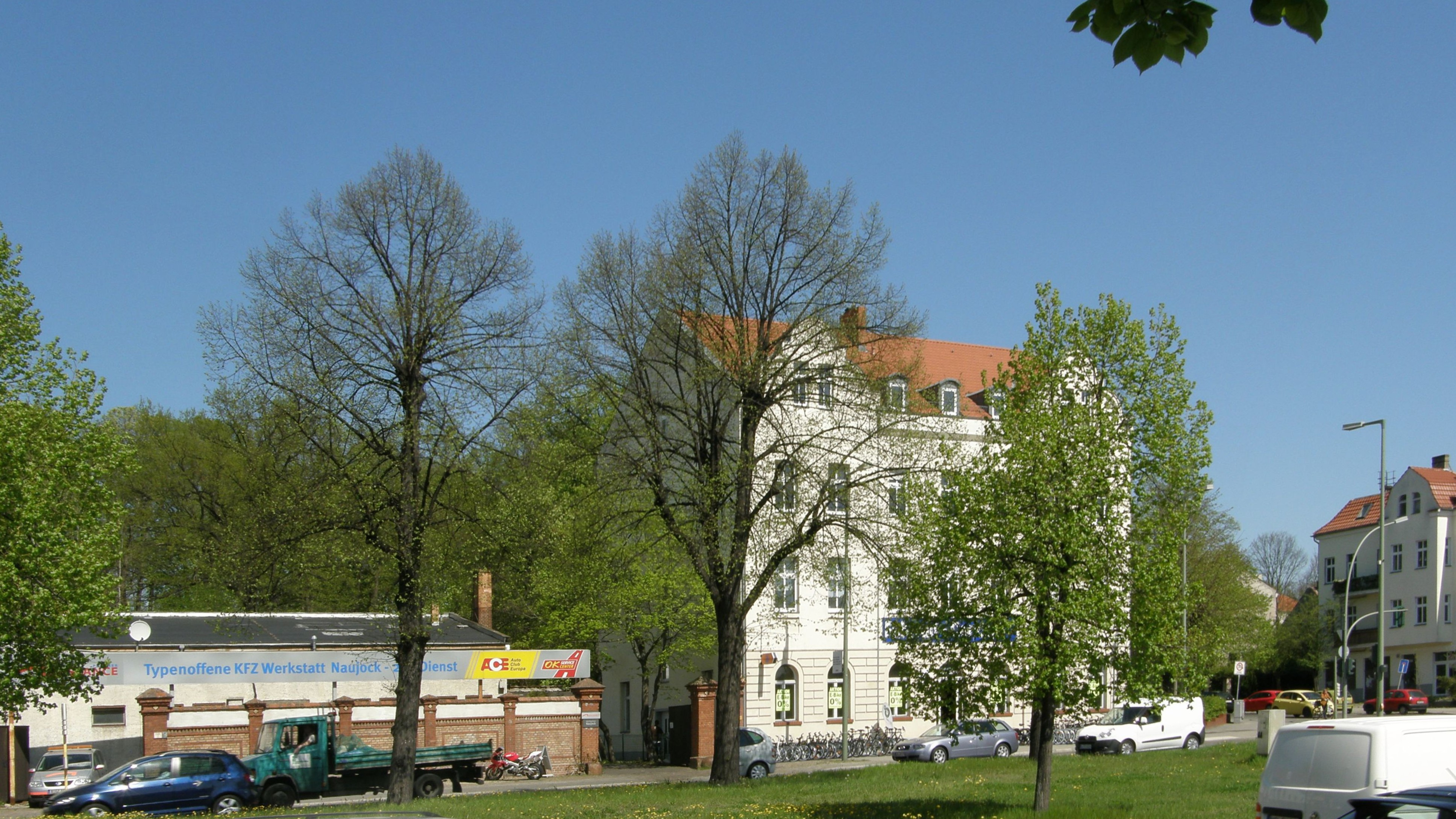
Baudenkmal Alt-Biesdorf 64 an der Ecke Oberfeldstraße

Einige Bauerngehöfte, die nach dem Brand 1839 in der Straße Alt-Biesdorf neu errichtet wurden, sind renoviert und stehen seit den 1970er Jahren unter Denkmalschutz (nördlich die Nummern 5–66 im Bereich des früheren Dorfangers; bis zum westlichen Ende der Straße die Nummern 67–75). Im Haus Alt-Biesdorf 62 befindet sich die Kreisgeschäftsstelle der Partei Bündnis 90/Die Grünen. Alt-Biesdorf 63 ist das Gemeindehaus der evangelischen Dorfkirchengemeinde.
Außer den Wohnbauten ist der Schlosspark Biesdorf, auch Biesdorfer Stadtpark genannt, erwähnenswert, der eine Fläche von rund 14 Hektar einnimmt und sich zwischen dem Blumberger Damm und der Oberfeldstraße erstreckt. In dem Areal befindet sich das sanierte Schloss Biesdorf (Alt-Biesdorf 55) und wird als Kulturstätte genutzt.

## Öffentlicher Verkehr
Die Omnibus-Linie 108 (S+U-Bahnhof Lichtenberg–Waldesruh) befährt Alt-Biesdorf zwischen dem westlichen Ende und der Straße Grabensprung. Der Bereich um den Dorfanger kann auch vom S-Bahnhof Biesdorf erreicht werden. Schließlich ermöglicht der U-Bahnhof Elsterwerdaer Platz die Erreichbarkeit des Angers und des Bereichs Blumberger Damm – Köpenicker Straße.
Zwischen 1956 und 1973 verkehrte die O-Bus-Linie O37 auf dem westlichen Abschnitt bis zur Oberfeldstraße.